# Villosicoccus brimblecombei
Villosicoccus brimblecombei är en insektsart som beskrevs av Williams 1985. Villosicoccus brimblecombei ingår i släktet Villosicoccus och familjen ullsköldlöss. Inga underarter finns listade i Catalogue of Life.